# Shea Stadium

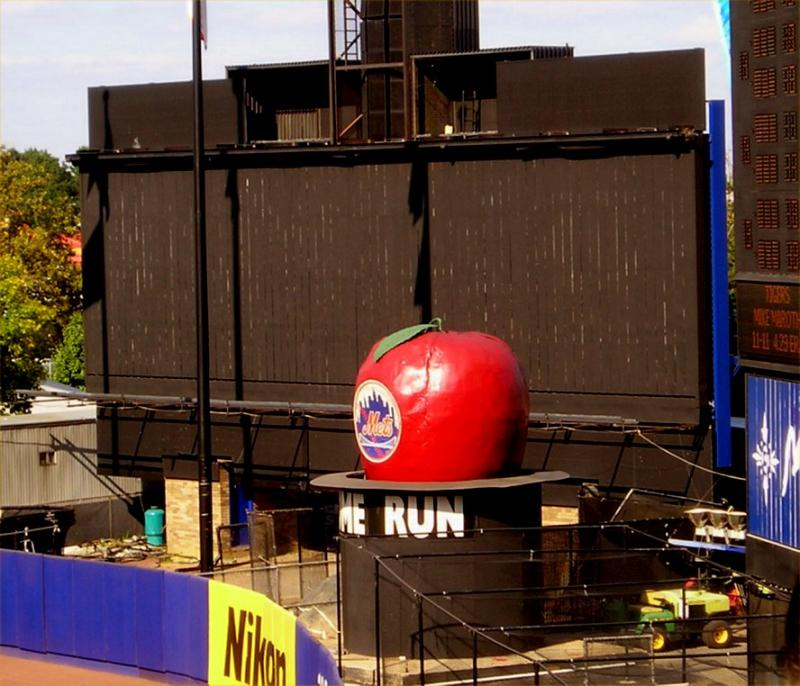
Homerun-äpplet

William A. Shea Municipal Stadium, vanligen förkortad till Shea Stadium eller Shea [ˈʃeɪ], var en basebollstadion i Queens i New York, riven 2008-2009. Arenan var mest känd som hemmaplan för New York Mets. Arenan rymde ungefär 53 000 åskådare under basebollmatcher och användes även vid pop- och rockkonserter.

## Historia

### Bakgrund
Shea var den historiska platsen för världens första arenakonsert där Beatles framträdde, den 15 augusti 1965. Shea Stadiums första basebollmatch spelades den 17 april 1964, vilket markerade slutet på ett 29 månader långt byggprojekt som hade kostat 28,5 miljoner dollar.
Arenan skulle ursprungligen ha hetat Flushing Meadow Park Municipal Stadium, efter parken som ligger söder om arenan (Flushing Meadows–Corona Park). Namnet ändrades till minne av William A. Shea, den man som tog basebolligan National League tillbaka till New York. Det var även den första arenan som hade kapacitet att arrangera både baseboll och amerikansk fotboll med motordrivna läktare som förflyttades med hjälp av underjordiska spår.

### Mets stadium
Shea Stadium var New York Mets hemmastadion från det att den öppnades 1964. New York Yankees spelade sina hemmamatcher där 1974 och 1975 under den tid som Yankee Stadium renoverades. Yankees spelade även en hemmamatch där 1998 efter att en balk hade gått sönder och förstört stora delar av läktaren. NFL-laget New York Jets spelade på Shea mellan 1964 och 1983 och New York Giants spelade på Shea 1975.
Arenan var under 1960-talet tänkt att kunna byggas ut till att ha 90 000 sittplatser genom att utöka de mittersta och övre sektionerna och att bygga en kupol ovanför läktaren. Planerna skrinlades dock sedan studier visat att läktaren inte skulle klara tyngden.
Arenan ansågs vara den mest högljudda i idrottsligorna, inte på grund av publikljudet utan för närheten till LaGuardiaflygplatsen.
Ett stort rött äpple som representerar staden New York satt på en stor upp-och-ner-vänd cylinderhatt och blinkade när en Metsspelare gjorde en home run. Äpplet hade Mets logotyp och orden ”HOME RUN” i stora bokstäver. Fram till 1984 hade hatten orden ”Mets Magic”, som kommer av frasen ”The Magic Is Back” som användes tidigt under 1980-talet.
Under 40 års tid har The Mets sång Meet the Mets spelats på Shea Stadium före varje hemmamatch. I och med hemmamatchen 10 juni 2005 hade Mets spelat fler matcher på Shea Stadium än vad Brooklyn Dodgers hade gjort på den legendariska stadion Ebbets Field.

### Ny Metsarena

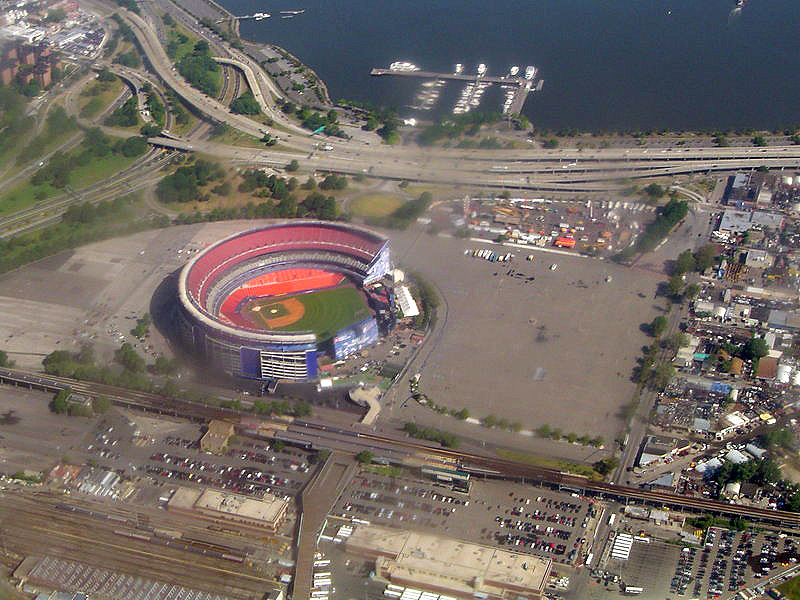
Shea Stadium ovanifrån (2005). Citi Field kom att byggas på parkeringsplatsen till höger (öster) om stadion.

Den 12 juni 2005 offentliggjordes planerna på en ny arena för New York Mets som skulle ligga på en granntomt i Willetts Point i Queens. Om planerna gick igenom så skulle arenan stå klar inför basebollsäsongen 2009 och i planerna ingick även att den nya arenan skulle användas vid de Olympiska spelen 2012. I så fall skulle Mets få spela sina hemmamatcher på den nya Yankee Stadium i Bronx säsongen 2012. Dessa idéer skulle ha försatt Mets i samma situation som Yankees 1974–1975 när de spelade på Shea Stadium på grund av renovering.
Trots att New York förlorade kampen för att arrangera OS mot London och behovet av en olympisk arena försvann, beslöt Mets att gå vidare och bygga en ny arena strax intill Shea på mark som upptogs av parkeringsplatser.
Efter säsongen 2008 påbörjades rivningen av Shea Stadium. Den nya arenan, Citi Field, stod färdig inför säsongen 2009.

### Fotnoter
1. ↑  ”Citi Field Side-by-Side Comparison”. mets.com. Arkiverad från originalet den 22 april 2021. https://web.archive.org/web/20210422182823/http://www.mlb.com/nym/ballpark/citifield_comparison.jsp. Läst 20 februari 2010.
2. ↑  Brown, Gerry; Morrison, Mike; Morrison, Michael (2007). ESPN Sports Almanac 2008: America's Best-Selling Sports Almanac. New York: ESPN. sid. 583. ISBN 1-933060-38-7. http://books.google.com/books?id=ZDjlaWRn2GIC&q=%22shea+stadium%22+%2260372%22&dq=%22shea+stadium%22+%2260372%22. Läst 26 september 2011
3. ↑  ”History of Shea Stadium”. mets.com. http://mlb.mlb.com/nym/ballpark/history.jsp. Läst 2 januari 2010.